# Mustapha Ghorbal
Mustapha Ghorbal (en arabe : مصطفي غربال), né le 19 août 1985 à Oran, est un arbitre international algérien de football.

## Biographie
Mustapha Ghorbal fait ses débuts en première division algérienne en 2011 et est arbitre de la Fédération internationale de football association depuis 2014. Il est l'un des sifflets africains retenus pour la Coupe du monde des moins de 20 ans jouée en mai-juin dernier en Pologne. Mais encore pour la Coupe d'Afrique des nations de football 2019.
Il est le seul arbitre africain retenu pour la Coupe du monde des clubs 2022.

## Carrière

### Matches Internationaux
- Coupe du Monde U-20 de la FIFA 2019 en Pologne
  - Pologne contre Colombie (phase de groupes)[3].
  - Italie contre Japon (phase de groupes)[4].
  - Colombie contre Ukraine (Quarts de finale)[5].

- Coupe d'Afrique des Nations 2019 en Egypte[6].
  - Zimbabwe contre RD Congo (phase de groupes)[7].
  - Côte d'Ivoire contre Afrique du Sud (phase de groupes)[8].
  - Ouganda contre Sénégal (huitièmes de finale)[9].
  - Sénégal contre Bénin (Quarts de finale)[10].

- Coupe du monde des clubs de la FIFA 2019 au Qatar[11].
  - Al-Sadd contre Hienghène Sport (Premier tour)[12].

- Finale de la Ligue des champions de la CAF 2020 au Caire, en Égypte.
  - Al Ahly contre Zamalek (Finale).

- Coupe arabe de la FIFA 2021 au Qatar
  - Bahreïn contre Koweït (tour de qualification).

- Coupe d'Afrique des Nations 2021 au Cameroun[13].
  - Cameroun contre Burkina Faso (Phase de groupes, match d'ouverture)[14].
  - Mauritanie contre Gambie (Phase de groupes)

- Coupe du monde des clubs de la FIFA 2021 aux Émirats arabes unis.
  - Al-Jazira contre AS Pirae (Premier tour).
  - Monterrey contre Al-Jazira (5e place)
  - Chelsea contre Palmeiras (finale) en tant que quatrième arbitre

- Coupe du monde de football 2022 au Qatar[15].
  - Pays-Bas contre Équateur (Groupe A).
  - Australie contre Danemark (Groupe D).